# Complesso degli Incurabili

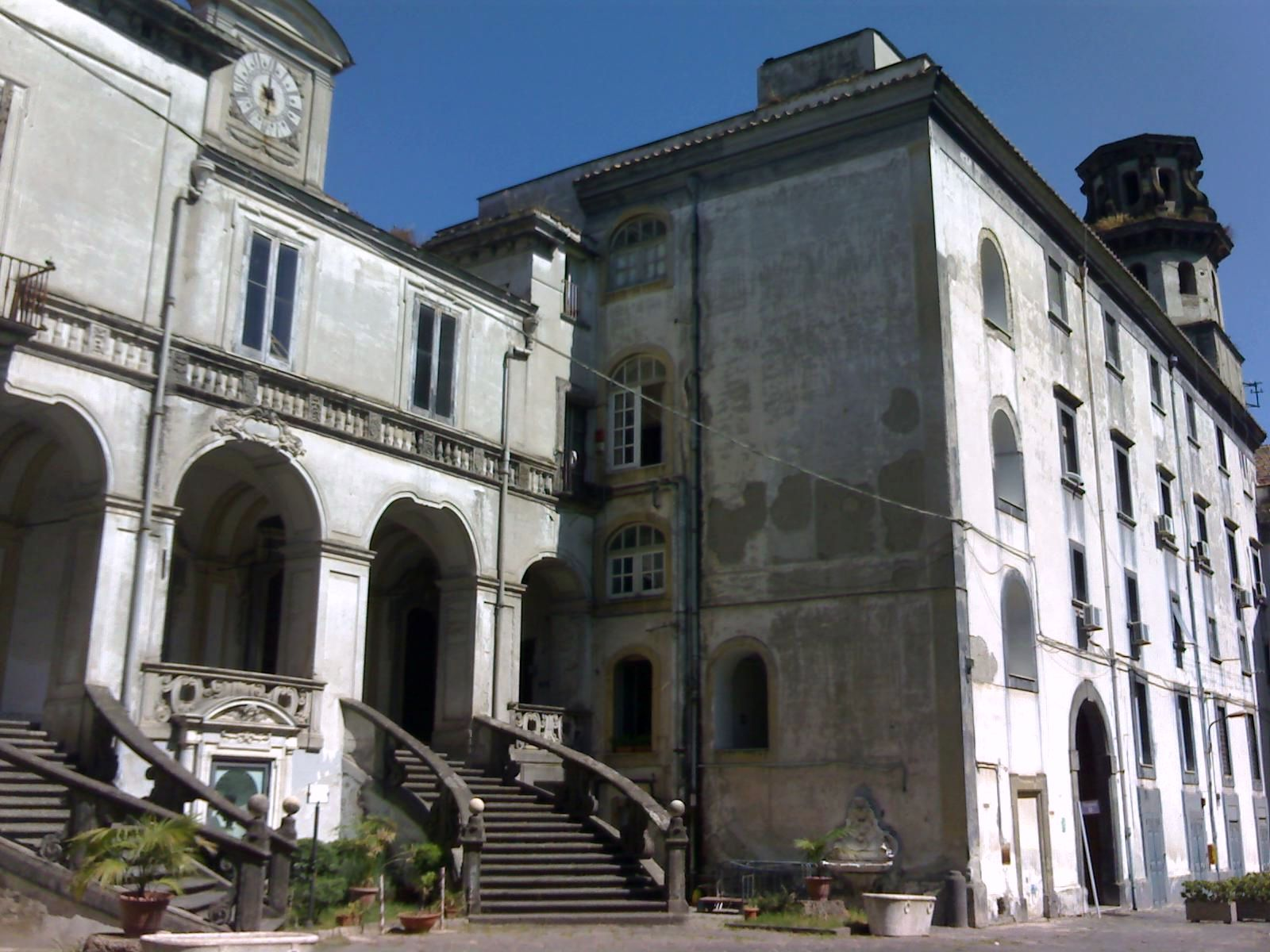
Facciata della farmacia storica e della chiesa di Santa Maria del Popolo dal cortile interno

Il complesso degli Incurabili è un sito monumentale di Napoli ubicato nel centro storico, non lontano dal decumano superiore (via dell'Anticaglia).
Dal 2010 una parte del complesso, inclusa la storica farmacia e la chiesa di Santa Maria del Popolo, fa parte del Museo delle arti sanitarie di Napoli.
Per il restauro dell'intero complesso ospedaliero la Regione Campania ha stanziato 100 milioni di euro.

## Storia
Il complesso, di epoca rinascimentale, comprendeva originariamente:
- la chiesa di Santa Maria del Popolo;
- l'oratorio della Compagnia dei Bianchi della Giustizia;
- lo storico ospedale di Santa Maria del Popolo degli Incurabili.

Col tempo ingloberà anche la chiesa di Santa Maria delle Grazie Maggiore a Caponapoli e l'omonimo chiostro, il complesso di Santa Maria della Consolazione, la chiesa di Santa Maria di Gerusalemme e il chiostro delle Trentatré.
L'insieme di queste strutture racchiude alcune fra le più importanti testimonianze del rinascimento napoletano.
Per sostenere l'opera dell'ospedale già nel 1582 Gian Bernardo Corcione e Ascanio Composta ricevettero dal viceré di Napoli il permesso di fondare un Mons Incurabiles, un monte dei pegni con lo scopo di fornire capitali alle attività dell'ospedale. L'iniziativa, però fallì e solo il 31 gennaio del 1589 vide l'apertura ufficiale del Banco di Santa Maria del Popolo, legato alla chiesa di Santa Maria del Popolo del suddetto complesso.

## L'ospedale
Lo storico ospedale degli Incurabili,  fondato nel 1521 dalla beata Maria Lorenza Longo che volle tener fede ad un voto fatto quando era vittima di una malattia che l'aveva paralizzata, oltre agli altri pregi, racchiude la notevolissima farmacia settecentesca realizzata da Bartolomeo Vecchione; essa, quasi del tutto intatta, è composta da due sale con l'originaria scaffalatura completamente in legno, sulla quale, sono presenti circa 400 preziosi vasi in maiolica dell'epoca, realizzati da Donato Massa.
Il complesso attesta un'attività umanitaria e sanitaria rivolta all'assistenza dei cosiddetti malati incurabili. Vi operò nel decennio francese Santa Giovanna Antida Thouret insieme alle sue Figlie della Carità. Dal 2010 è stato allestito all'interno di alcuni ambienti dell'edificio il museo delle arti sanitarie, che espone documenti di archivio, arredi, argenteria, sculture, strumenti sanitari risalenti all'antico ospedale e alcuni locali come la farmacia, la chiesa di Santa Maria del Popolo con la cappella Montalto e l'orto dei medici.
Il cortile vanta due fontane storiche, gli scaloni monumentali e il "pozzo dei pazzi", un pozzo dove venivano calate le persone in stato di agitazione per farle calmare.

### Santa Maria dei Bianchi della Giustizia

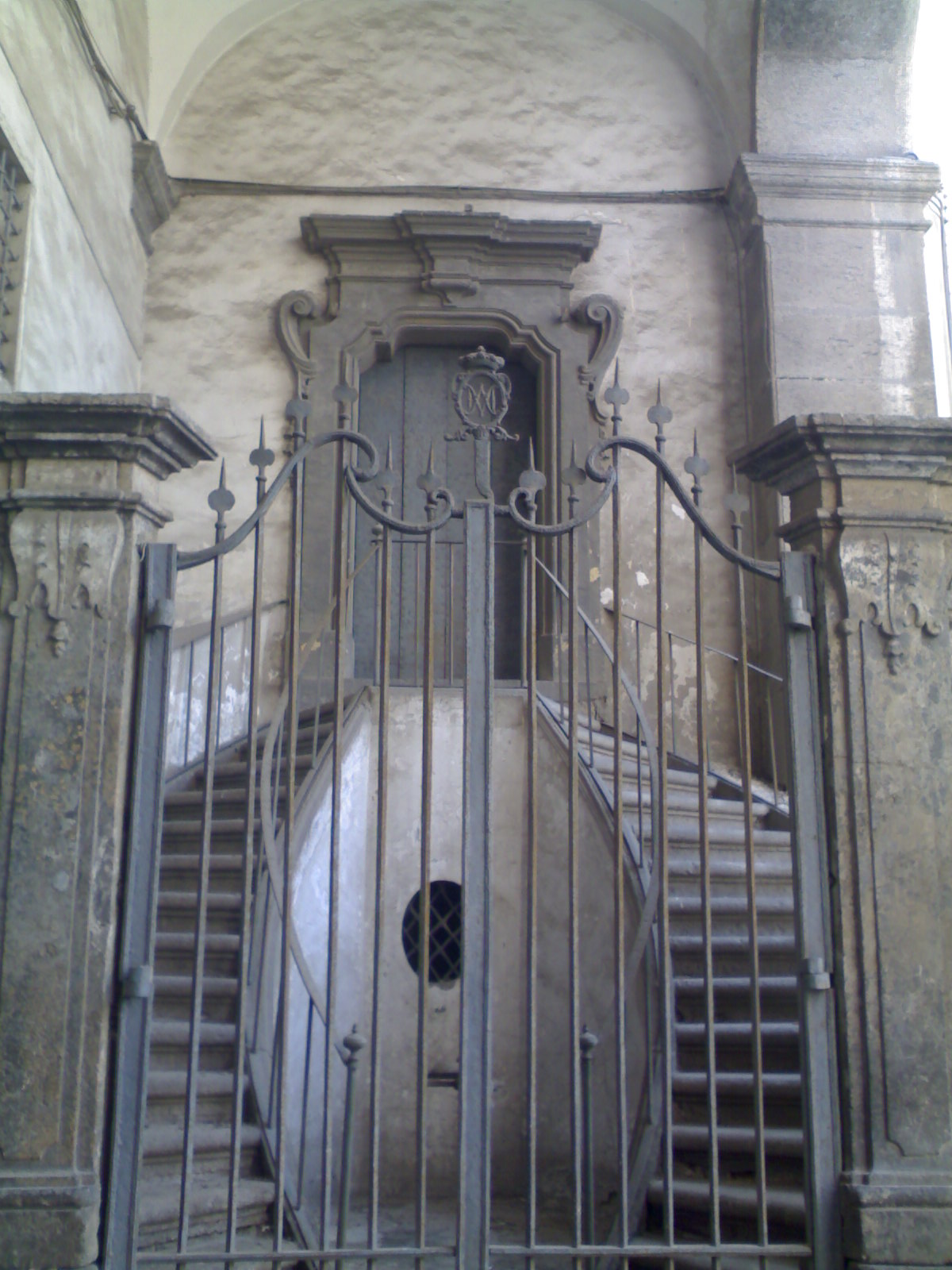
L'oratorio della congrega dei Bianchi della Giustizia

## Farmacia degli Incurabili

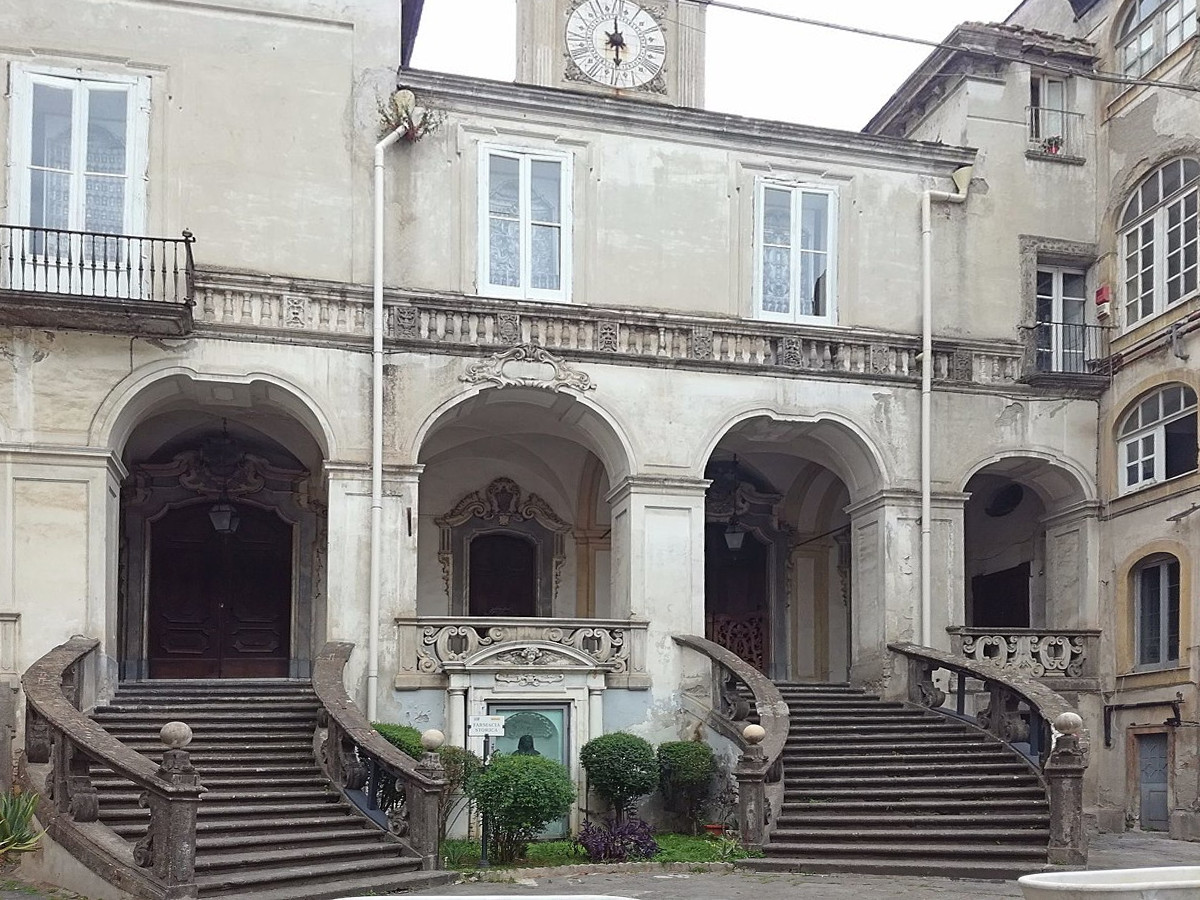
La farmacia vista dal cortile

Realizzata da Bartolomeo Vecchione, quasi del tutto intatta, è composta da due sale contenenti l'originaria scaffalatura in legno, sulla quale sono collocati circa 400 preziosi vasi in maiolica dell'epoca, realizzati da Donato Massa. La farmacia, a cui si accede dal cortile, si deve alla ristrutturazione (1744-1750) dell'antica spezieria cinquecentesca. I lavori vennero finanziati dal lascito di uno dei reggenti dell'ospedale, Antonio Maggiocca, di cui è conservato all'interno un busto marmoreo, realizzato da Matteo Bottiglieri (1750).

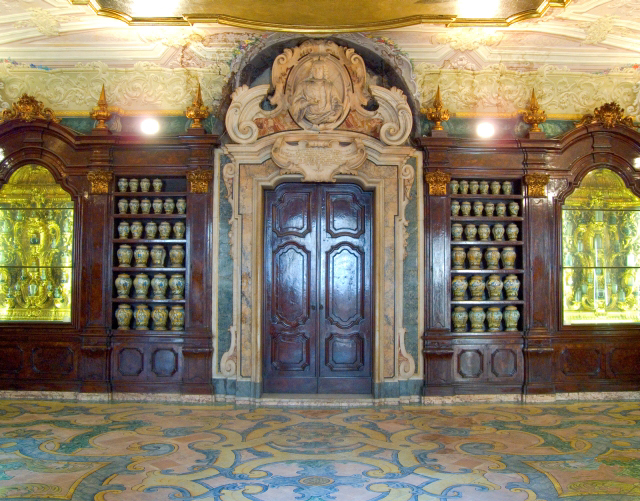
Interno della farmacia

L'interno è composto da due ambienti: un grande salone ed un'antisala. Il piccolo vano, che fungeva da laboratorio, è rivestito da scaffalature in noce intagliato e decorato, opera, come il tavolo centrale, dell'ebanista Agostino Fucito. Alle pareti una vasta raccolta di albarelli e idrie, i tipici contenitori da farmacia, decorati a chiaroscuro turchino. Il salone conserva circa 400 vasi maiolicati opera di Lorenzo Salandra e Donato Massa (metà XVIII secolo), con scene bibliche e allegorie. Il pavimento in cotto maiolicato è attribuibile a Giuseppe Massa.
Sul soffitto del salone di rappresentanza, infine, vi è la grande tela di Pietro Bardellino del 1750.

## Giardino dei Semplici degli Incurabili
Il giardino del Complesso degli Incurabili,  presenta diversi  "semplici" ovvero fiori e specie vegetali, in passato ampiamente utilizzate in campo farmacologico. Fra queste abbiamo un albero di canfora (Cinnamomum camphora) dalla considerevole altezza di 35 metri, un Eucalipto (Eucalyptus), una Camelia incurabilis, un tasso (Taxus baccata) e diverse strelitzie (Strelitzia reginae).

## Le chiese del complesso originario

### Santa Maria del Popolo

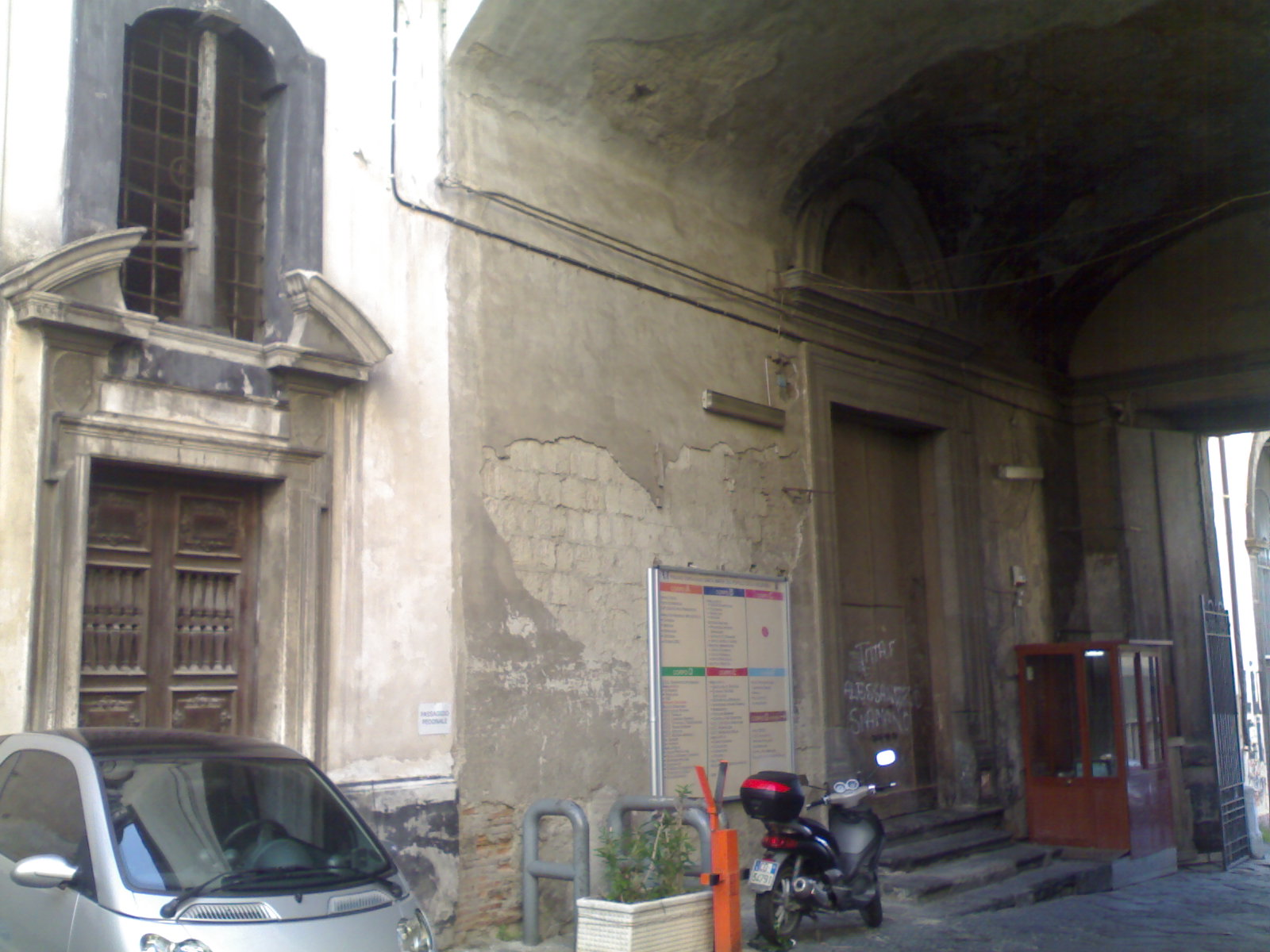
Santa Maria del Popolo (prospetto dei portali)

La chiesa di Santa Maria del Popolo è caratterizzata da un interno ad aula unica con cappelle, decorato con stucchi barocchi; gli altari delle cappelle sono in marmo bianco, mentre quello maggiore, opera di Dionisio Lazzari, è in marmo commesso.
Accanto all'altare maggiore è posto un sepolcro rinascimentale realizzato da Giovanni da Nola.
Gli affreschi della chiesa furono portati a termine tra il XVI ed il XVIII secolo; le principali opere pittoriche su tavola e su tela sono di Battistello Caracciolo, Pacecco De Rosa, Agostino Beltrano, Giuliano Bugiardini, Marco Cardisco, Francesco De Mura, Marco Pino, Giovanni Battista Rossi e Carlo Sellitto. Nella Cappella Montalto è posta un'opera di Girolamo D'Auria.
Nella sagrestia ci sono dei notevoli pezzi di arredo risalenti al 1603 e la volta fu affrescata ancora dal medesimo Giovanni Battista Rossi.
Nella chiesa alle prime ore dell'alba del 24 marzo 2019 si è verificato il crollo di una volta di sostegno del pavimento retrostante l'altare maggiore; il crollo ha provocato anche un cedimento che ha interessato la tomba di Maria d'Ayerbo d'Aragona (cofondatrice dell'ospedale degli Incurabili) e parte del coro ligneo.

### Chiesa della Monaca di Legno e la chiesa della Riforma
La chiesa della Monaca di Legno e la chiesa della Riforma, sono due piccole strutture storico-religiose inglobate nel complesso degli Incurabili che facevano dapprima parte di due monasteri distinti.
La prima prende la propria denominazione dal cognome di una delle prime suore che qui dimorarono; ma la leggenda vuole che una suora, tentando di uscire dal monastero, restasse ferma come una statua di legno. Col decennio francese, la chiesa fu abbandonata, per poi essere concessa alla Confraternita della Visitazione di Maria, che vi collocò un quadro ovale della Vergine (opera di Paolo De Matteis). Nel 1867, i frati si trasferirono nel monastero di Donnaregina, portando con sé l'opera d'arte. La cappella fu quindi ceduta ad un'altra congrega.
L'altra chiesina è chiamata della Riforma perché la fondatrice del complesso, Maria Longo, qui raccoglieva le donne di mondo, dette anche della Buona Morte, per "riformarne" la vita e condurle sulla retta strada. Nel decennio francese, queste furono trasferite nella chiesa delle Trentatré e la cappella fu concessa alla Congrega di Santa Maria Regina Paradisi, poi a quella dei Cucchi.
I due monasteri, espulse le suore, nel 1813 passarono a far parte dell'ospedale.